# 懷特派恩鎮區 (明尼蘇達州艾特金縣)
懷特派恩鎮區（英語：White Pine Township）是位於美國明尼蘇達州艾特金縣的一個行政鎮區。

## 地方資料
懷特派恩鎮區的面積為95.00平方千米，當中陸地面積為95.00平方千米，而水域面積為0.00平方千米。根據2020年美國人口普查的數據，當地共有人口38人，而人口密度為每平方千米0.4人。